# Шуньков, Михаил Васильевич
Михаи́л Васи́льевич Шунько́в (род. 24 мая 1953, Иркутск) — советский и российский археолог, специалист в области древнейшей истории и первобытной археологии Сибири. Доктор исторических наук (2001), профессор, член-корреспондент РАН по Отделению историко-филологических наук (2016), член-корреспондент Германского археологического института (2019).

## Биография
Родился в семье потомственных сибиряков. Отец Василий Максимович Шуньков (1921—1993), ветеран Великой Отечественной войны, кавалер многих боевых наград, кандидат экономических наук, один из основателей сибирской научной школы охотоведения. Мать Надежда Владимировна Ковригина (1919—2003) окончила Московский институт философии, литературы и истории (ИФЛИ), кандидат филологических наук, преподавала зарубежную литературу на филологическом факультете Иркутского государственного университета. Брат Борис (1950—1997) — кинооператор, режиссёр и сценарист документального кино.
Окончил исторический факультет Иркутского университета (1976) и аспирантуру Ленинградского отделения Института археологии АН СССР (1983). Работал в Томском университете. С 1987 года — научный сотрудник Института истории, филологии и философии СО АН СССР, с 1989 года возглавляет Алтайский палеолитический отряд.
В 1990 году под руководством В.П. Любина защитил кандидатскую диссертацию «Мустьерские памятники межгорных котловин Центрального Алтая». Доктор исторических наук (2001, диссертация «Археология и палеогеография палеолита Северо-Западного Алтая»). После реорганизации ИИФФ и создания ИАЭТ СО РАН — старший, главный научный сотрудник, заместитель директора по научной работе (2001—2015), директор (2015—2019), советник директора, заведующий Отделом археологии каменного века, член Учёного совета Института. 28 октября 2016 года избран членом-корреспондентом РАН.
Читает спецкурсы «Палеоэкология человека» и «Древнейшая археология Сибири» на кафедре археологии и этнографии гуманитарного факультета Новосибирского государственного университета, руководит комплексной палеоэкологической практикой. Подготовил 2 докторов и 7 кандидатов наук.
Член Объединённого учёного совета по гуманитарным наукам СО РАН, член редколлегии журнала «Археология, этнография и антропология Евразии», член диссертационного совета при ИАЭТ СО РАН, член экспертного совета РГНФ по истории, археологии и этнографии (2003—2015), был экспертом РФФИ, эксперт РНФ. С 1990 года руководит крупнейшим в России археологическим научно-исследовательским стационаром «Денисова пещера» в Горном Алтае.
Заслуженный деятель науки Сибирского отделения РАН (2023), лауреат премии имени академика В. П. Алексеева и академика Т. И. Алексеевой (2019), лауреат Международной премии Scopus Award Russia (2014).
Награждён почётными грамотами Президиума РАН (2013), Президиума СО РАН (2003, 2013, 2015,2018), Российского гуманитарного научного фонда (2013), Российского исторического общества (2019).

## Научная деятельность
М. В. Шуньков исследовал первоначальное заселение человеком Северной и Центральной Азии, палеогеографию плейстоцена, развитие культурно-исторических процессов в палеолите Сибири. На основе междисциплинарного анализа археологических и естественнонаучных материалов из древнейших памятников Алтая реконструировал становление и развитие культурных традиций в эпоху палеолита и эволюцию природно-климатических условий плейстоцена. На принципиально новом уровне создал модель палеоэкологии человека в этом регионе. Разработал концепцию взаимодействия первобытной культуры и окружающей природной среды на территории Северной Евразии.
Руководитель комплексных исследований самых древних (Карама) и наиболее информативных (Денисова пещера, Усть-Каракол и др.) палеолитических памятников Сибири. Внёс значительный вклад в исследование процесса формирования человека современного физического типа и становления его культуры. Главным результатом этих исследований стало открытие ранее не известной науке предковой формы — человека алтайского или денисовца.

## Награды
- Почётная грамота Президента Российской Федерации (2024) — за заслуги в развитии отечественной науки[1]

## Основные работы
Автор и соавтор более 600 научных публикаций, в том числе 13 монографий.
Книги
- Мустьерские памятники межгорных котловин Центрального Алтая — Новосибирск.1990;.
- Paleolithic of the Altai. — Brussels, 2001 (with Derevianko A.P. et al.);
- Природная среда и человек в палеолите Горного Алтая. — Новосибирск, 2003 (с А. П. Деревянко и др.);
- Стоянка раннего палеолита Карама на Алтае. — Новосибирск, 2005 (с А. П. Деревянко и др.);
- * Условия обитания в окрестностях Денисовой пещеры Архивная копия от 25 февраля 2018 на Wayback Machine. — Новосибирск, 2003 (с А. К. Агаджаняном и др.);
- Динамика палеолитических индустрий в Африке и Евразии в позднем плейстоцене и проблема формирования Homo sapiens. — Новосибирск, 2014 (с А. П. Деревянко и С. В. Маркиным).
- История Алтая. Т.1: Древнейшая эпоха, древность и Средневековье. — Барнаул, 2019. (с Горбуновым В. В. и др.).
- История Сибири. Т.1: Каменный и бронзовый век. — Новосибирск, 2022 (с Деревянко А. П. и др.);

Статьи
- The complete mitochondrial DNA genome of an unknown hominin from southern Siberia // Nature. — 2010. — Vol. 464, N. 7290 (with Krause Q. et al.);
- A High-Coverage Genome Sequence from an Archaic Denisovan Individual // Science. — 2012. — Vol. 338. — N. 6104 (with Meyer M. et al.);
- Новая модель формирования человека современного физического вида // Вестник Российской академии наук. — 2012. — Т. 82. — № 3 (с А. П. Деревянко);
- О первоначальном заселении человеком Северной Азии // Фундаментальные проблемы археологии, антропологии и этнографии Евразии. — Новосибирск, 2013;
- Separating endogenous ancient DNA from modern day contamination in a Siberian Neandertal // PNAS. — 2014. — Vol. 111 — N6 (with Skoglund Pet al.);
- The complete genome sequence of a Neanderthal from the Altai Mountains // Nature. — 2014. — Vol. 505, N. 7481 (with Prufer K. et al.);
- Neandertal and Denisovan DNA from Pleistocene sediments // Science. — 2017. — Vol. 356, Is. 6338 (with Slon V. et al.);
- The Northern Dispersal Route: Bioarchaeological Data from the Late Pleistocene of Altai, Siberia // Current Anthropology. — 2017. — Vol. 58, Is.17 (with Buzhilova A., Derevianko A.).
- The genome of the offspring of a Neanderthal mother and a Denisovan father // Nature. — 2018. — Vol. 561. — N. 7721 (with Slon V. et al.).
- Age estimates for hominin fossils and the onset of the Upper Palaeolithic at Denisova Cave // Nature. — 2019. — Vol. 565. — N. 7741 (with Douka K. et al.).
- Timing of archaic hominin occupation of Denisova Cave in southern Siberia // Nature. — 2019. — Vol. 565. — N. 7741 (with Jacobs Z. et al.).
- Кто такие денисовцы? // Археология, этнография и антропология Евразии. — 2020. — Т. 48. — № 3 (с Деревянко А. П., Козликиным М. Б.).
- The evolutionary history of Neanderthal and Denisovan Y chromosomes // Science. — 2020. — Vol. 369. — N. 6511 (with Petr M. et. al.)
- Unearthing Neanderthal population history using nuclear and mitochondrial DNA from cave sediments //Science.—2021.—Vol. 372.—N. 6542 (with Vernot B. et al.).
- Pleistocene sediment DNA reveals hominin and faunal turnovers at Denisova Cave // Nature. — 2021. — Vol. 595. — N. 7867 (with Zavala E. et al.).
- Ancient human DNA recovered from a Palaeolithic pendant // Nature. — 2023. — Vol. 618. — N 7964 (with Essel E. et al.).